# Ath
Ath (nizozemsky Aat, pikardsky Ât, valonsky Ate) je frankofonní město v Belgii. Nachází se ve Valonském regionu a je správním centrem jednoho z arrondissementů provincie Henegavsko. Počet obyvatel města činí necelých 29 000. Ath leží na soutoku řek Východní a Západní Dender.
V Athu se každý rok čtvrtý víkend v srpnu koná tradiční slavnost Ducasse.

## Historie
Archeologické nálezy dokazují, že v oblasti města Ath existovalo několik galorománských osad.
Dějiny města však začínají až kolem roku 1160, kdy henegavský hrabě Balduin IV. odkoupil část půdy od svého vazala Gillesa de Trazegnies.
O několik let později nechal Balduin k obranným účelům vybudovat věž Burbant, která je zachována dodnes.
Nové město brzy získalo svá práva a díky tržnici vybudované roku 1325 na náměstí Grand-Place začalo přitahovat obyvatele z okolí.
V letech 1330–1350 bylo vybudováno první opevnění a kvůli nárůstu počtu obyvatel brzy přibyla další hradba, jejíž stavba byla dokončena na konci 14. století.
V 15. století žilo v Athu přibližně 5000 obyvatel.
Město bylo obchodním centrem a přitahovalo obchodníky z okolí.
Každý čtvrtek se ve městě konal (a dodnes koná) trh a další významnou událostí byl každoroční výroční trh.
Dalším zdrojem příjmů byla výroba lněných tkanin, sukna, kožešin a luxusního zboží (zlatnické výrobky, umělecký nábytek, skulptury).
Roku 1667 byl Ath za jediný den dobyt armádou Ludvíka XIV. a stal se prvním městem Španělského Nizozemí pod francouzskou nadvládou.
V letech 1668–1674 nechal francouzský vojenský architekt Vauban vybudovat nové opevnění.
Jeho součástí bylo nejméně osm bašt, které byly vzájemně spojené kurtinami.
Kurtiny byly chráněny klešťovými hradbami a polokruhovými baštami.
Toto opevnění bylo zbouráno po obléhání Athu v roce 1745.
Na konci 18. století měl Ath přibližně 7300 obyvatel, avšak v první polovině 19. století došlo k poklesu počtu obyvatel.
Roku 1824 v Athu Nizozemci vybudovali tvrz Féron, a město tak opět získalo strategický význam.
O několik let později byly zbourány městské hradby, a tím se uvolnilo místo pro výstavbu továren a obytných zón, které byly nutné vzhledem ke zvyšování počtu obyvatel.
V letech 1850–1914 město zaznamenalo další období růstu díky dřevařskému průmyslu, agroprůmyslu (pivovary, mlýny) a textilnictví.
Ve 20. století většina těchto průmyslových odvětví ztratila na významu a do popředí se dostaly obchodní, administrativní a vzdělávací aktivity.

## Památky
- Věž Burbant, donjon z 12. stol.
- Radnice ze 17. stol.
- Kostel sv. Juliána (L'Eglise Saint-Julien), přestavěný po požáru v 19. století, má gotickou věž a kapli v ose apsidy, jakož i slavnou zvonkovou hru ze 16. století.
- Kostel sv. Martina (L'Eglise Saint-Martin) ze 16. stol.

## Fotografie

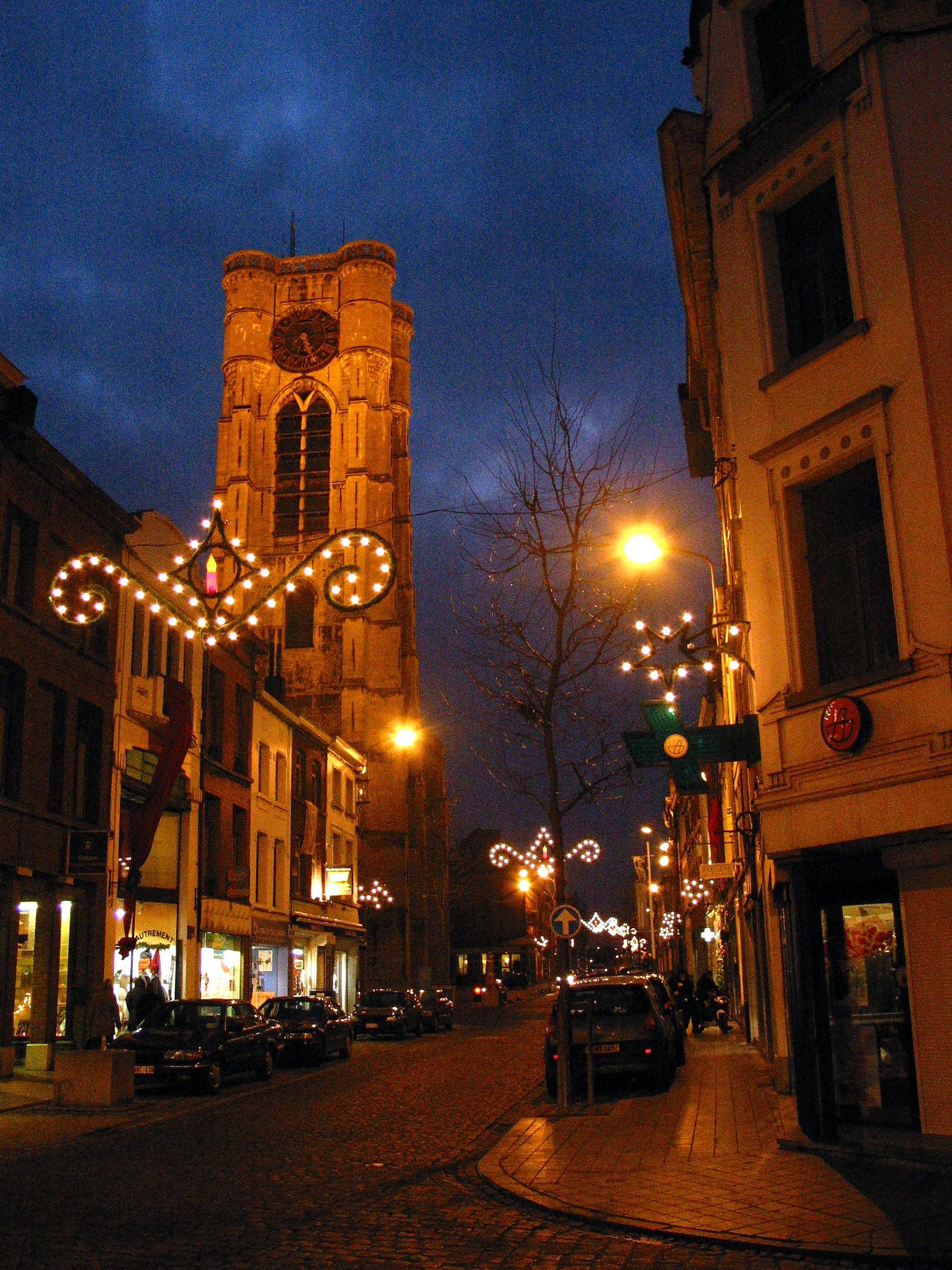
Věž kostela sv. Juliána
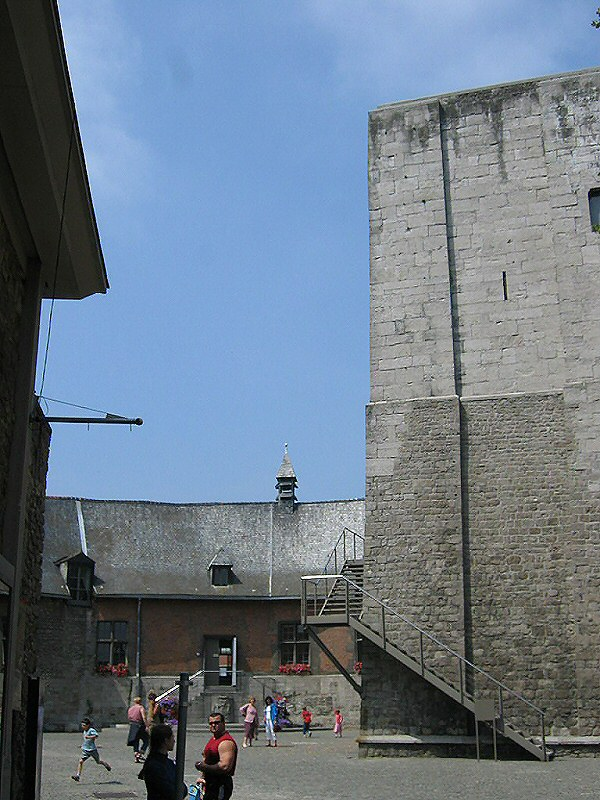
Donjon Burbant
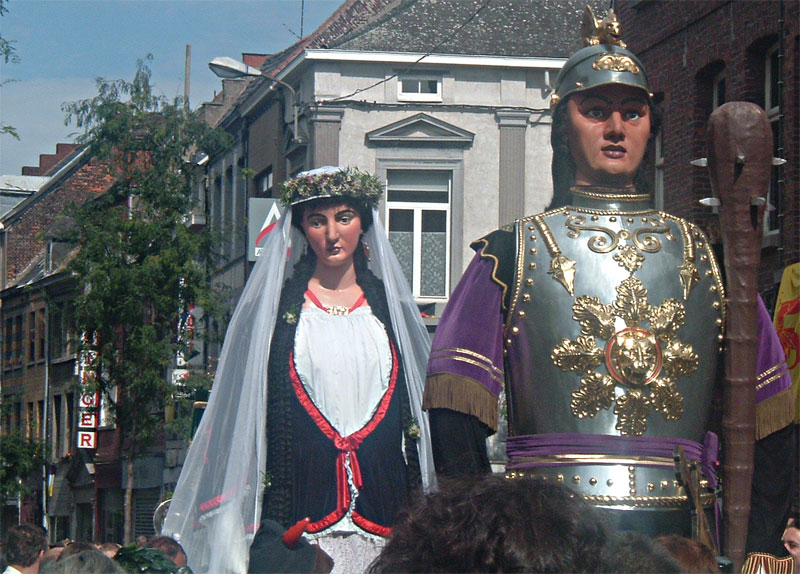
Procesí obrů na slavnosti Ducasse

## Demografický vývoj
- Zdroj: NIS. Poznámka: údaje z let 1806 až 1970 včetně jsou výsledky sčítání lidu z 31. prosince; od roku 1977 se uvedený počet obyvatel vztahuje k 1. lednu
- 1977: připojení obcí Arbre, Bouvignies, Ghislenghien, Gibecq, Houtaing, Irchonwelz, Isières, Lanquesaint, Ligne, Maffle, Mainvault, Meslin-l'Evêque, Moulbaix, Ormeignies, Ostiches, Rebaix, Villers-Notre-Dame a Villers-Saint-Amand